# Anneli Cahn Lax
Anneli Cahn Lax, née le 23 février 1922, à Katowice (maintenant en Pologne, mais alors en Allemagne) et morte le 24 septembre 1999, à New York, est une mathématicienne américaine. Elle s’est intéressée à l’enseignement des mathématiques et a été responsable de la collection « New Mathematical Library », qui porte maintenant son nom.

## Biographie
Anneli Cahn grandit à Berlin, mais étant juive, sa famille fuit le régime nazi en 1935 et s’installe à New York. En 1942, elle obtient un Bachelor Degree à l’université Adelphi à Long Island, puis en 1955 son doctorat à l’université de New York sous la direction de Richard Courant. Son sujet de thèse concerne le problème de Cauchy pour une équation aux dérivées partielles à caractéristiques réelles multiples,.
En 1948, Anneli Cahn épouse le mathématicien Peter Lax. Elle devient professeur de mathématiques à l’université de New York et participe à un groupe de réflexion sur l’éducation. En particulier, elle se penche sur les liens entre l’apprentissage de la langue (anglaise, en l’occurrence) et des mathématiques, promouvant une collaboration entre les enseignants des deux disciplines dans les écoles secondaires. Elle devient éditrice de la collection « New Mathematical Library », gérée par la Mathematical Association of America et dont l’objectif est de présenter des sujets de recherche récents d’une manière accessible aux étudiants. Elle meurt d’un cancer en 1999,.

## Distinctions
En 1977, elle reçoit le Prix Pólya décerné par la Mathematical Association of America, pour son article « Linear Algebra, A Potent Tool » publié dans The College Mathematics Journal (en), Vol. 7 (1976), 3–15.
En 1997, elle est Doctorat honoris causa de Mount Holyoke College.

## Hommage
La collection d’ouvrages qu’Anneli Lax a éditée s’appelle maintenant « Anneli Lax Mathematical Library Library ». Elle est publiée par l’association mathématique américaine, Mathematical Association of America.